# Annica Andersson
Annica Andersson, född 1957 i Stenstorp i Sverige, är en svensk författare. Hon bor idag i Hjo. 
2003 startade hennes författarkarriär då hon skrev små Tankeväckarböcker.
Hon ger ut sina romaner, essäer och noveller via Avalan förlag och tidigare via Fru Anderssons förlag. På Issuu finns ett antal noveller.